# Sóc đuôi lông Cameroon
Sóc lông đuôi Cameroon, tên khoa học Zenkerella insignis, là một loài động vật có vú trong họ Anomaluridae, bộ Gặm nhấm. Loài này được Matschie mô tả năm 1898.

## Hình ảnh

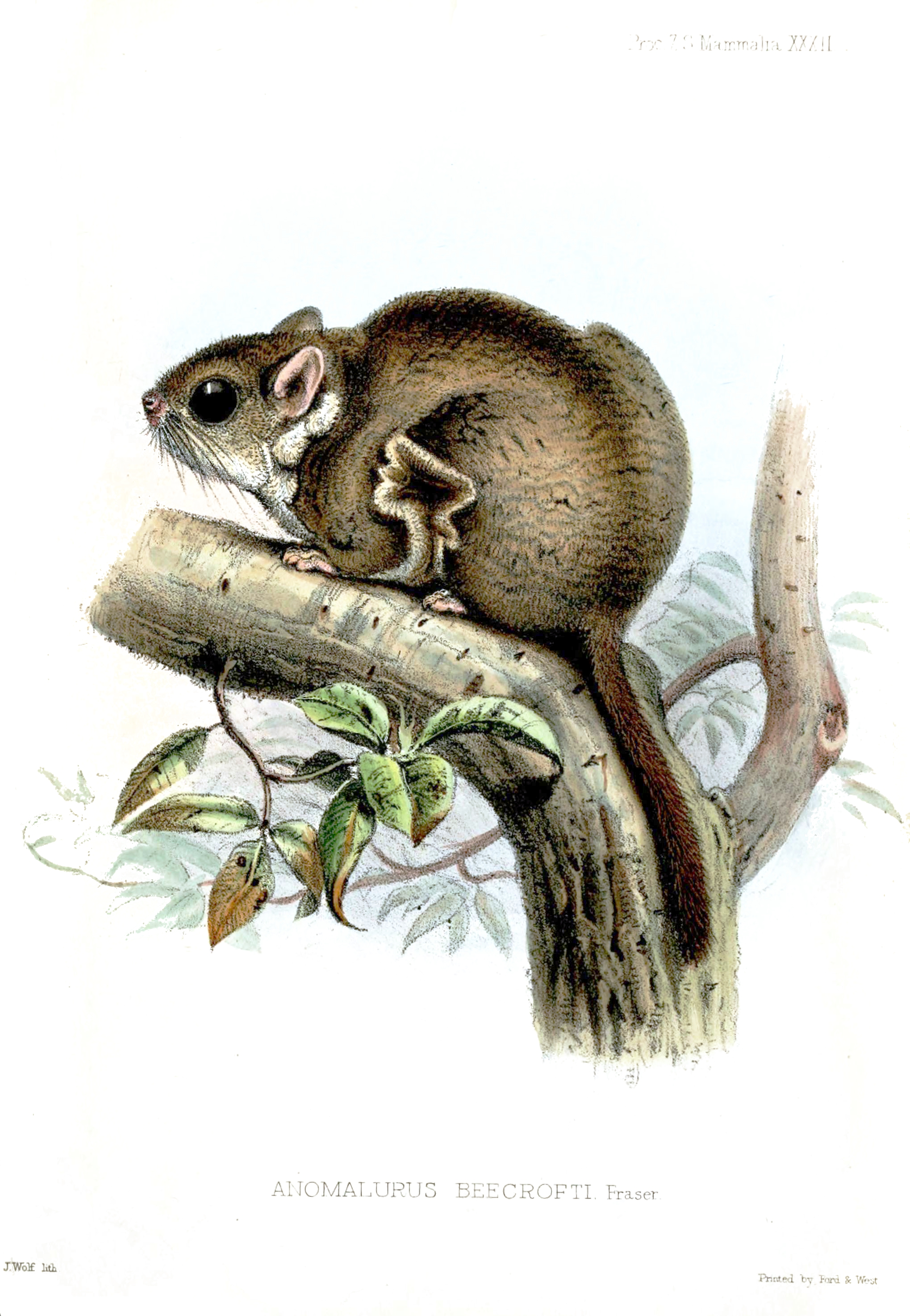